# Kensuke Nagai
Kensuke Nagai (永井 謙佑 Nagai Kensuke?, Fukuyama, Fukuoka, 5 de marzo de 1989) futbolista japonés. Juega de delantero y su equipo es el Nagoya Grampus de la J1 League de Japón.

## Trayectoria
Nagai se trasladó a Brasil cuando tenía 3 años.
Empezó a jugar al fútbol callejero con los amigos brasileños. 
Nagai ha regresado a Japón (Kitakyūshū, Prefectura de Fukuoka) a la edad de ocho años.
Jugó al fútbol en el club de la escuela secundaria en Japón.
Como estudiante universitario, Nagai se seleccionó como Jugador Franquicia de la JFA.
Comenzó su carrera en el Avispa Fukuoka de la J1 League japonesa en 2009 y jugó Vissel Kobe en 2010. 
Nagai se unió al Nagoya Grampus en el año 2011.
En enero de 2013 el Standard confirmó la contratación hasta 2017 del delantero japonés, procedente del Nagoya Grampus.

## Selección nacional
En julio de 2012 fue incluido en la lista de 18 jugadores que representaron a Japón en los Juegos Olímpicos de Londres 2012.

## Clubes
| Club                    | País    | Año       |
| ----------------------- | ------- | --------- |
| Avispa Fukuoka          | Japón   | 2009      |
| Vissel Kobe             | Japón   | 2010      |
| Nagoya Grampus          | Japón   | 2011-2012 |
| Standard de Lieja       | Bélgica | 2013-2014 |
| Nagoya Grampus (cedido) | Japón   | 2013-2014 |
| Nagoya Grampus          | Japón   | 2015-2016 |
| F. C. Tokyo             | Japón   | 2017-2022 |
| Nagoya Grampus          | Japón   | 2022-     |

## Palmarés

### Campeonatos nacionales
| Título             | Club           | País  | Año  |
| ------------------ | -------------- | ----- | ---- |
| Supercopa de Japón | Nagoya Grampus | Japón | 2011 |
| Copa J. League     | F. C. Tokyo    | Japón | 2020 |
| Copa J. League     | Nagoya Grampus | Japón | 2024 |

### Campeonatos internacionales
| Título           | Club (*)           | País  | Año  |
| ---------------- | ------------------ | ----- | ---- |
| Juegos Asiáticos | Selección nacional | Japón | 2010 |

(*) Incluyendo la selección.

### Distinciones individuales
| Distinción                                       | Año  |
| ------------------------------------------------ | ---- |
| Máximo goleador del Campeonato Juvenil de la AFC | 2008 |
| Máximo goleador de las Universiadas              | 2009 |
| Máximo goleador de los Juegos Asiáticos          | 2010 |